# Głomno (stacja kolejowa)
Głomno – nieczynna stacja kolejowa w miejscowości Głomno, w województwie warmińsko-mazurskim, w Polsce.
Stacja, wraz z całą infrastrukturą, powstała w 1866 roku jako stacja Wschodniopruskiej Kolej Południowej. Aktualnie jest nieczynna dla połączeń osobowych oraz towarowych. Ostatnie połączenia do Korsz PKP zawiesiły 1 lipca 2002. 
Torowisko ze stacji Bartoszyce do Głomna jest całkowicie nieprzejezdne. Tor od kilku lat jest rozbierany przez złodziei, coraz intensywniej postępuje proces sukcesji wtórnej.

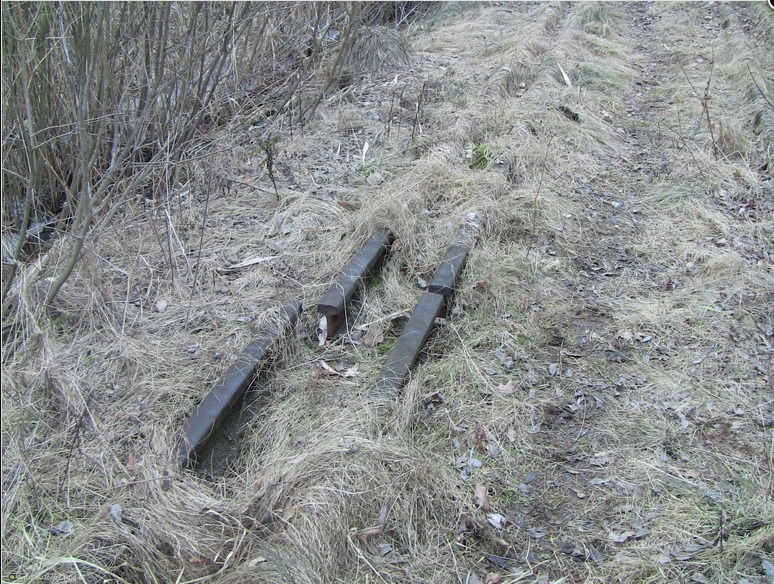
Torowisko prowadzące z Bartoszyc do Głomna